# Muscicapa itombwensis
El papamoscas de Itombwe (Muscicapa itombwensis) es una especie de ave paseriforme de la familia Muscicapidae endémica de las montañas Itombwe, en el este de la República Democrática del Congo. Anteriormente se consideraba una subespecie del papamoscas de Chapin.
Su hábitat natural son los bosques tropicales húmedos de montaña. Está amenazado por la pérdida de hábitat.